# Damir Jurković
Damir Jurković (10 gennaio 1970) è un ex calciatore croato, di ruolo difensore.